# Малиновка (Новопольский сельсовет)
Малиновка (бел. Малі́наўка; до 1920-х гг. — фольварк Козлы (бел. Казлы́)) — деревня в Пуховичском районе Минской области Республики Беларусь. В составе Новопольского сельсовета.

## География
Расположена в 50,5 км на северо-западе от Марьиной Горки, 55,5 км от Минска, 27,5 км от железнодорожной станции Руденск на линии Минск — Осиповичи.
Рядом пролегает дорога Н-9038.
Ближайшие населённые пункты Кристамполье, Распутье и др.

## Этимология
Козлы, второе название фольварка Козелки — белорусские варианты названия растения Consolida regalis.
По словам Вадима Жучкевича, название может происходить от фамилии Козел.

## История
В XIX веке было два пограничных фольварка Козлы в Игуменском уезде Минской губернии, принадлежали к домену Дудичи, собственность Ельских. В 1857 году отошли к домену Замостье, собственность Александра Ельского. Второй вариант названия — Козелки. После 1861 года в Дудичской волости Игуменского уезда.
С конца февраля 1918 года территория оккупирована войсками Германской империи. 25 марта 1918 года согласно Третьей Уставной грамоте волость провозглашена частью Белорусской Народной Республики. В декабре 1918 года занята Красной Армией, с 1 января 1919 года в соответствии с постановлением I съезда КП(б) Беларуси она вошла в состав Советской Белоруссии, с 27 февраля 1919 года — в ЛитБел ССР. Во время польско-советской войны в августе 1919 — июле 1920 годов под оккупацией Польши (Минский округ ГУУЗ).
С 31 июля 1920 года в Белорусской ССР. При советской власти в 1920-х годах фольварки национализированы, стали поселками Малиновка и Ореховка (не существует, располагалась к северо-западу от Малиновки по дороге на Теребель, снята с учета в 1993 году).
Во Вторую мировую войну с конца июня 1941 года до начала июля 1944 года под оккупацией Германии.
До 29 июня 2006 года деревня входила в состав Сергеевичского сельсовета. С 2006 года по 28 мая 2013 года в составе Правдинского поссовета.

## Население

### Численность
- 2019 год — 11 жителей

### Динамика
- 1897 год — 9 жителей
- 1908 год — 5 жителей, 1 двор
- 1926 год — 37 жителей, 10 хозяйств
- 1999 год — 15 жителей (перепись населения)
- 2002 год — 7 жителей, 5 дворов
- 2009 год — 10 жителей (перепись населения)
- 2012 год — 11 жителей
- 2019 год — 11 жителей (перепись населения)

## Улицы
- Улица Центральная